# Talcozamán, Tetela de Ocampo
Talcozamán är en ort i Mexiko.   Den ligger i kommunen Tetela de Ocampo och delstaten Puebla, i den sydöstra delen av landet, 160 km öster om huvudstaden Mexico City. Talcozamán ligger 1 545 meter över havet och antalet invånare är 115.
Terrängen runt Talcozamán är huvudsakligen kuperad, men västerut är den bergig. Runt Talcozamán är det ganska tätbefolkat, med 129 invånare per kvadratkilometer. Närmaste större samhälle är Zaragoza, 17,8 km sydost om Talcozamán. Omgivningarna runt Talcozamán är en mosaik av jordbruksmark och naturlig växtlighet.